# Catharina Lis
Catharina Lis (Antwerpen, 6 december 1945) is een Belgische historica. Sedert 2011 is zij professor emeritus aan de Vrije Universiteit Brussel en gasthoogleraar aan de Universiteit Antwerpen. Zij publiceert over Europese sociaal-economische geschiedenis, van de klassieke oudheid tot de negentiende eeuw.

## Loopbaan
Lis studeerde geschiedenis aan de Vrije Universiteit Brussel, waar zij in 1975 promoveerde op een proefschrift over Verarmingsprocessen te Antwerpen, 1750-1850, dat drie jaar later met de driejaarlijkse Sociaal-Economische Prijs Camille Huysmans werd bekroond, en waarvan in 1986 een ingekorte Engelse versie onder de titel Social Change and the Labouring Poor: Antwerp, 1770-1860 door Yale University Press werd gepubliceerd. In de periode 1979-1988 was zij gewoon hoogleraar aan de Erasmus Universiteit Rotterdam, en gaf zij tevens cursussen in de Vakgroepen Communicatiewetenschappen en Geschiedenis aan de Vrije Universiteit Brussel. Van 1988 tot 2011 was zij voltijds gewoon hoogleraar aan de Vrije Universiteit Brussel. In de periode 1991-1996 was zij tevens gasthoogleraar aan het Postdoctoraal Instituut voor de Sociale Wetenschap, Universiteit van Amsterdam. 
Lis was medestichter en bestuurslid van het N.W. Posthumus Instituut (NWP), Nederlands Postdoctoraal Centrum voor Economische en Sociale Geschiedenis (thans: Onderzoekschool voor Economische en Sociale Geschiedenis), 1988-2000, en bestuurslid van ESTER: European Graduate School for Training in Economic and Social History, 1989-2009. Zij was medestichter en redactielid van het Tijdschrift voor Sociale Geschiedenis, 1975-1982, en redactielid van International Review of Social History, 1987-1992.

## Publicaties (een selectie)
- Poverty and Capitalism in Pre-Industrial Europe. Met Hugo Soly. Brighton: Harvester Press, en New Jersey: Humanities Press, 1979; paperback edition: 1982. Nederlandse vertaling: Armoede en kapitalisme in pre-industrieel Europa. Antwerpen: Standaard Uitgeverij, 1982 (tweede druk).

- Op vrije voeten? Sociale politiek in West-Europa, 1450-1914. Met Hugo Soly en Dirk Van Damme. Leuven: Kritak, 1985; tweede druk: 1986.

- Social Change and the Labouring Poor: Antwerp, 1760-1860. New Haven & Londen: Yale University Press, 1986.

- Een groot bedrijf in een kleine stad: de firma De Heyder en Co. te Lier, 1757-1834.  Met Hugo Soly. Lier: Genootschap voor Geschiedenis, 1987.

- Te gek om los te lopen? Collocatie in de 18de eeuw. Met Hugo Soly. Turnhout: Brepols, 1990.

- Before the Unions: Wage Earners and Collective Action in Europe, 1300-1850. Red. met Jan Lucassen en Hugo Soly. Cambridge: Cambridge University Press, 1994 (International Review of Social History, Supplement 2).

- Werken volgens de regels. Ambachten in Brabant en Vlaanderen, 1500-1800. Red. met Hugo Soly. Brussel: VUBPress, 1994.

- Disordered Lives: Eighteenth-Century Families and Their Unruly Relatives. Met Hugo Soly. Cambridge: Polity Press, 1996.

- Werelden van verschil. Ambachtsgilden in de Lage Landen. Red. met Hugo Soly. Brussel: VUBPress, 1997.

- Tussen dader en slachtoffer: jongeren en criminaliteit in historisch perspectief.  Red. met Hugo Soly. Brussel: VUBPress, 2000.
- Craft Guilds in the Early Modern Low Countries: Work, Power and Representation. Red. met Jan Lucassen, Maaten Prak en Hugo Soly.  Aldershot: Ashgate, 2006.

- The Idea of Work in Europe from Antiquity to Modern Times. Red. met Josef Ehmer. Aldershot: Ashgate, 2009.

- Worthy Efforts: Perceptions of Work and Workers in Pre-Industrial Europe. Met Hugo Soly. Leiden & Boston: Brill, 2012.

- Labour Laws in Western Europe:, 13th-16th Centuries: Patterns of Political and Socio-Economic Rationality', in: Working on Labor: Essays in Honor of Jan Lucassen, ed. Marcel van der Linden. Leiden: Brill, 2012, pp. 299-321. Met Hugo Soly.

- ‘Exploring Ideas About Work and Workers in Pre-Industrial Europe and Other Parts of the World’, Tijdschrift voor Sociale en Economische Geschiedenis, 11, 2014,  pp. 153-174. Met Hugo Soly.

- ‘Work, Identity and Self-Representation in the Roman Empire and the West-European Middle Ages: Different Interplays between the Social and the Cultural’, in: Work, Labour, and Professions in the Roman World, ed. Christian Laes en Koen Verboven  (Leiden & Boston: Brill, 2017), pp. 262-289. Met Hugo Soly.

- Bibsys: 90177274
- Biblioteca Nacional de España: XX980415
- Bibliothèque nationale de France: cb12064794r (data)
- Gemeinsame Normdatei: 1013717198
- International Standard Name Identifier: 0000 0004 5301 9573
- Library of Congress Control Number: n78086165
- Nationale Bibliotheek van Letland: 000205318
- Nationale Bibliotheek van Tsjechië: jo2010616147
- Nationale Bibliotheek van Israël: 987007491762605171
- Nederlandse Thesaurus van Auteursnamen: 06944532X
- Système universitaire de documentation: 028909674
- Virtual International Authority File: 41862116
- WorldCat: E39PBJjhB3p9rPv7RM6P4rCJDq